# Theo Helfrich
Theo Helfrich, nemški dirkač Formule 1, * 13. maj 1913, Frankfurt, Nemčija, † 28. april 1978, Ludwigshafen, Nemčija.
Theo Helfrich je pokojni nemški dirkač Formule 1. Debitiral je na domači dirki za Veliko nagrado Nemčije v sezoni 1952, kjer je odstopil v prvem krogu. V svoji karieri je nastopil le še na dveh domačih dirkah, Veliki nagradi Nemčije v sezoni 1953, kjer je zasedel dvanajsto mesto, in Veliki nagradi Nemčije v sezoni 1954, kjer je odstopil v osmem krogu zaradi odpovedi motorja. Umrl je leta 1978.

## Popolni rezultati Formule 1
(legenda) (odebeljene dirke pomenijo najboljši štartni položaj, poševne pa najhitrejši krog, †-uvrščen kljub odstopu)
| Leto | Moštvo        | Šasija       | Motor      | 1   | 2   | 3   | 4   | 5   | 6       | 7      | 8   | 9   | Prv | Toč |
| ---- | ------------- | ------------ | ---------- | --- | --- | --- | --- | --- | ------- | ------ | --- | --- | --- | --- |
| 1952 | Theo Helfrich | Veritas RS   | Veritas-L6 | ŠVI | 500 | BEL | FRA | VB  | NEM Ret | NIZ    | ITA |     | -   | 0   |
| 1953 | Theo Helfrich | Veritas RS   | Veritas-L6 | ARG | 500 | NIZ | BEL | FRA | VB      | NEM 12 | ŠVI | ITA | -   | 0   |
| 1954 | Hans Klenk    | Klenk Meteor | BMW-L6     | ARG | 500 | BEL | FRA | VB  | NEM Ret | ŠVI    | ITA | ŠPA | -   | 0   |